# Dryophiops
Dryophiops är ett släkte av ormar. Dryophiops ingår i familjen snokar.
Släktets medlemmar är med en längd av cirka 50 till 100 cm små till medelstora ormar. De förekommer från det sydostasiatiska fastlandet till Filippinerna. Arterna vistas i skogar och klättrar ofta på träd. De jagar främst mindre ödlor. Honor av Dryophiops rubescens föder levande ungar (vivipari).
Arter enligt Catalogue of Life och The Reptile Database:
- Dryophiops philippina
- Dryophiops rubescens